# 龍運巴士N42線
龍運巴士N42線是香港一條來往耀安及東涌站的巴士路線，來回禁止行駛德士古道天橋。

## 歷史
- 1999年12月20日：投入服務，初時每日清晨及凌晨分別提供由耀安經機場及機場後勤區往東涌地鐵站（現稱東涌鐵路站），以及暢連路（近二號閘）經機場及機場後勤區往耀安的單向服務
- 2000年8月14日：凌晨往耀安方向的班次改由東涌地鐵站開出，經機場後勤區前往機場，然後直接返回沙田及馬鞍山區
- 2010年2月7日：來回程改經亞公角街，不經大老山公路
- 2013年5月1日: 增設暢連路往東涌鐵路站$5.2分段收費[1]。
- 2015年3月21日：N42及N42A線增設到站時間預報。[2]
- 2015年9月5日：N42P線增設到站時間預報。[3]
- 2017年6月3日：本線連同E42往東涌鐵路站方向加設積運街分站。

## 服務時間及班次
每日
- 東涌站開：00:20
- 耀安開：03:50、04:50

## 收費
全程：$27.9（機場員工優惠票價：$24.8）
- 暢連路往東涌站：$5.4

| - 本線設有12歲以下小童及65歲或以上長者半價優惠。 - 65歲或以上香港居民使用「樂悠咭」，以及12歲以下合資格殘疾兒童使用「殘疾人士身份」個人八達通繳付車資，均可享有每程$2.0或半價（以較低者為準）的票價優惠；12至64歲合資格殘疾人士使用「殘疾人士身份」個人八達通（包括「樂悠咭」），以及60至64歲香港居民使用「樂悠咭」繳付車資，均可享有每程$2.0或全費（以較低者為準）的票價優惠。 - 65歲或以上長者如使用長者或一般個人八達通繳付車資，則只可享有半價優惠；12至64歲合資格殘疾人士如不使用「殘疾人士身份」個人八達通，以及60至64歲人士如不使用「樂悠咭」繳付車資，必須繳付全費。 - 乘客可以現金或八達通於上車時付款，不設找續。 - 每位成人乘客可免費攜帶最多兩名4歲以下而不佔座位的兒童乘客乘車，超額之4歲以下小童必須繳付小童車費乘車。 - 持有「九巴月票」之乘客在車票有效期內，每日可享最多10程任何九龍巴士及龍運巴士路線（包括本路線，以及聯營路線的九龍巴士／龍運巴士提供的班次；惟乘搭機場「A」及「NA」線則可享原價二七折優惠（不會計算每天10次合資格車程））；而B1線則每日可享最多各2程（不會計算每天10次合資格車程）。 - 九龍巴士、城巴、龍運巴士及陽光巴士全職員工及家屬（不包括外判職員）可免費乘搭本路線，惟必須拍職員或職員家屬八達通。 - 乘客亦可透過多元化電子支付系統（e度嘟）繳付車資，包括使用非接觸式VISA卡、JCB卡、萬事達卡、銀聯卡、美國運通、大來國際、Discover Card、Apple Pay、Google Pay、Samsung Pay、AlipayHK「易乘碼」、支付寶、WeChatHK／微信支付「搭車碼」、銀聯雲閃付「乘車碼」及BOC Pay「乘車碼」。乘客使用此付款方式，使用此支付方式的乘客可享有中途下車之分段收費，以及與其他九巴／龍運獨營路線或聯營線九巴／龍運班次之轉乘優惠，惟不適用於與非九巴／龍運路線之轉乘優惠，亦不能享有「公共交通費用補貼計劃」及「長者及合資格殘疾人士公共交通票價優惠計劃」。 - 此路線接受接受以非接觸式Visa、萬事達卡、銀聯卡、Apple Pay、Google Pay、Samsung Pay、AlipayHK「易乘碼」及銀聯雲閃付「乘車碼」繳付車資。使用此等付款方式將只可享有其他同樣接受此付款方式的路線的轉乘優惠，亦不能受惠於劃一$2票價優惠及公共交通費用補貼計劃。 |

## 行車路線
東涌站開經：達東路、順東路、赤鱲角南路、駿坪路、駿運路、駿運路交匯處、航膳西路、駿運路交匯處、觀景路、東岸路、機場路、暢連路、機場（地面運輸中心）巴士總站、暢連路、暢達路、機場北交匯處、機場路、機場南交匯處、機場路、北大嶼山公路、青嶼幹線、青衣西北交匯處、青衣北岸公路、青荃路、德士古道、德士古道北、象鼻山路、城門隧道、城門隧道公路、大圍道、美田路、車公廟路、獅子山隧道公路、沙田正街、沙田市中心巴士總站、沙田正街、橫壆街、源禾路、沙田鄉事會路、沙田圍路、銀城街、小瀝源路、大涌橋路、石門交匯處、亞公角街、恆德街、西沙路、錦英路、馬鞍山路、恆康街及耀安邨通道。
耀安開經：耀安邨通道、恆康街、馬鞍山路、錦英路、西沙路、恆德街、亞公角街、石門交匯處、大涌橋路、小瀝源路、銀城街、沙田圍路、沙田鄉事會路、沙田市中心巴士總站、沙田正街、白鶴汀街、沙田正街、獅子山隧道公路、車公廟路、美田路、大埔公路、城門隧道公路、城門隧道、象鼻山路、德士古道北、德士古道、青荃路、青衣北岸公路、青衣西北交匯處、青嶼幹線、北大嶼山公路、機場路、暢連路、暢達路、機場北交匯處、機場路、機場南交匯處、機場路、東岸路、觀景路、駿明路、觀景路、駿運路交匯處、航膳西路、駿運路交匯處、駿運路、駿坪路、赤鱲角南路、順東路及達東路。

### 沿線車站

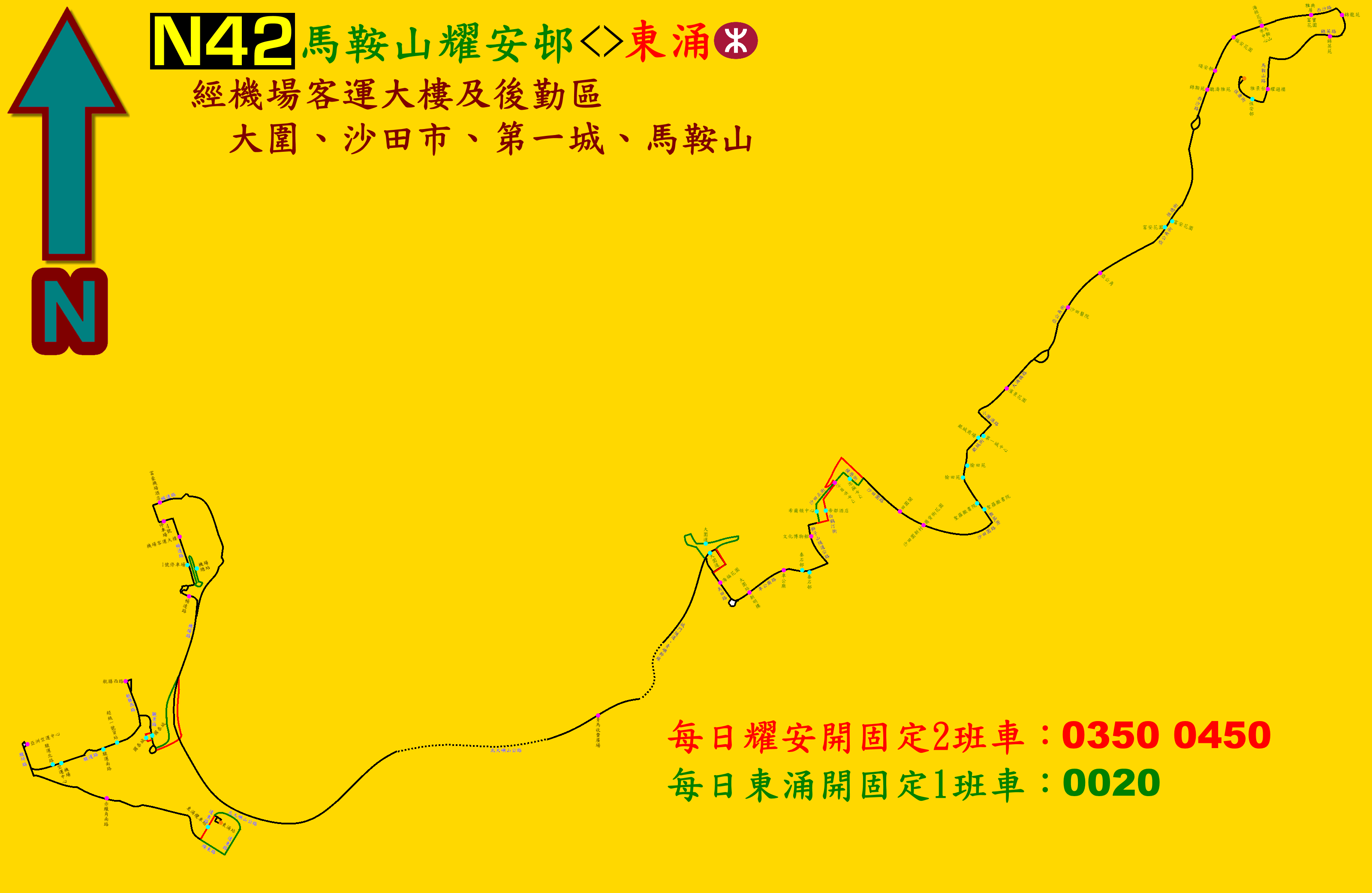
此線的走線圖

| 東涌站開 | 東涌站開                     | 東涌站開                     | 耀安開 | 耀安開                       | 耀安開             |
| 序號     | 車站名稱                     | 位置                         | 序號   | 車站名稱                     | 位置               |
| -------- | ---------------------------- | ---------------------------- | ------ | ---------------------------- | ------------------ |
| 1        | 東涌站巴士總站               | 東涌站巴士總站               | 1      | 耀安巴士總站                 | 耀安巴士總站       |
| 2        | 赤鱲角南路                   | 赤鱲角南路                   | 2      | 耀安邨耀遜樓                 | 馬鞍山路           |
| 3        | 亞洲空運中心                 | 駿坪路                       | 3      | 錦英苑                       | 錦英路             |
| 4        | 駿運北路                     | 駿運路                       | 4      | 錦龍苑                       | 錦英路             |
| 5        | 香港空運貨站                 | 駿運路                       | 5      | 富寶花園                     | 西沙路             |
| 6        | 機場警署                     | 機場警署                     | 6      | 馬鞍山市中心                 | 西沙路             |
| 7        | 國泰城                       | 觀景路                       | 7      | 福安花園                     | 西沙路             |
| 8        | 暢連路                       | 暢連路                       | 8      | 頌安邨                       | 西沙路             |
| 9        | 機場（地面運輸中心）         | 機場（地面運輸中心）巴士總站 | 9      | 錦鞍苑                       | 西沙路             |
| 10       | 暢達路（一號客運大樓）（北） | 暢達路（一號客運大樓）（北） | 10     | 富安花園                     | 恆德街             |
| 11       | 富豪機場酒店                 | 暢達路                       | 11     | 亞公角                       | 亞公角街           |
| 12       | 青嶼幹線轉車站               | 北大嶼山公路                 | 12     | 沙田醫院                     | 亞公角街           |
| 13       | 大圍道                       | 大圍道                       | 13     | 新界鄉議局大樓               | 大涌橋路           |
| 14       | 大圍街市                     | 美田路                       | 14     | 第一城中心                   | 銀城街             |
| 15       | 大圍站                       | 車公廟路                     | 15     | 愉田苑                       | 銀城街             |
| 16       | 車公廟                       | 車公廟路                     | 16     | 聖羅撒書院                   | 銀城街             |
| 17       | 秦石邨                       | 車公廟路                     | 17     | 沙田圍新村                   | 沙田圍路           |
| 18       | 文化博物館                   | 獅子山隧道公路               | 18     | 田園閣                       | 沙田圍路           |
| 19       | 希爾頓中心                   | 沙田正街                     | 19     | 沙田市中心                   | 沙田市中心巴士總站 |
| 20       | 沙田市中心                   | 沙田市中心巴士總站           | 20     | 帝都酒店                     | 白鶴汀街           |
| 21       | 好運中心                     | 橫壆街                       | 21     | 文化博物館                   | 獅子山隧道公路     |
| 22       | 田園閣                       | 沙田圍路                     | 22     | 秦石邨                       | 車公廟路           |
| 23       | 崗背街花園                   | 沙田圍路                     | 23     | 車公廟                       | 車公廟路           |
| 24       | 聖羅撒書院                   | 銀城街                       | 24     | 新翠邨新明樓                 | 車公廟路           |
| 25       | 愉田苑                       | 銀城街                       | 25     | 積運街                       | 美田路             |
| 26       | 置富第一城                   | 銀城街                       | 26     | 海福花園                     | 美田路             |
| 27       | 濱景花園                     | 大涌橋路                     | 27     | 大圍道                       | 大圍道             |
| 28       | 沙田醫院                     | 亞公角街                     | 28     | 青嶼幹線轉車站               | 北大嶼山公路       |
| 29       | 亞公角                       | 亞公角街                     | 29     | 暢連路                       | 暢連路             |
| 30       | 富安花園                     | 亞公角街                     | 30     | 𣈱達路（一號客運大樓）（北） | 暢達路             |
| 31       | 聽濤雅苑                     | 西沙路                       | 31     | 暢達路                       | 暢達路             |
| 32       | 頌安邨                       | 西沙路                       | 32     | 富豪機場酒店                 | 暢達路             |
| 33       | 福安花園                     | 西沙路                       | 33     | 國泰城                       | 駿明路             |
| 34       | 海栢花園                     | 西沙路                       | 34     | 航膳西路                     | 航膳西路           |
| 35       | 雅典居                       | 西沙路                       | 35     | 駿運南路                     | 駿運路             |
| 36       | 錦龍苑                       | 錦英路                       | 36     | 機場空運中心                 | 駿運路             |
| 37       | 錦英苑                       | 錦英路                       | 37     | 亞洲空運中心                 | 駿坪路             |
| 38       | 雅景臺                       | 馬鞍山路                     | 38     | 赤鱲角南路                   | 赤鱲角南路         |
| 39       | 恆安邨                       | 恆康街                       | 39     | 東涌纜車站                   | 達東路             |
| 40       | 耀安巴士總站                 | 耀安巴士總站                 | 40     | 東涌站巴士總站               | 東涌站巴士總站     |

## 外部連結
- 龍運N42線官方網站資料 （页面存档备份，存于）